# Liu Xie
Liu Xie (chinesisch 劉勰, Pinyin Liú Xié; * um 465; † 522) war ein chinesischer Autor. Sein Buch Der literarische Sinn und das Drachenschnitzen (chinesisch 《文心雕龍》, Pinyin Wén Xīn Diāo Lóng) gilt als das wichtigste Werk zur Ästhetik und ist außerdem das erste literaturkritische Werk Chinas. Es besteht aus 50 Kapiteln (篇) und folgt den numerologischen und prophezeiungsartigen Grundsätzen des I Ging.
Liu Xie stammte aus der heutigen Provinz Jiangsu und lebte während er Liang-Dynastie. Sein Lebenslauf ist im Buch von Liang überliefert. Er war ein Anhänger des Buddhismus und half bis zu seinem Tod bei der Herausgabe der Sutras im Kloster Ding Lin (定林寺).